# Parmelinella versiformis
Parmelinella versiformis är en lavart som först beskrevs av Kremp., och fick sitt nu gällande namn av Marcelli. Parmelinella versiformis ingår i släktet Parmelinella och familjen Parmeliaceae.   Inga underarter finns listade i Catalogue of Life.